# Gene Krupa and His Orchestra

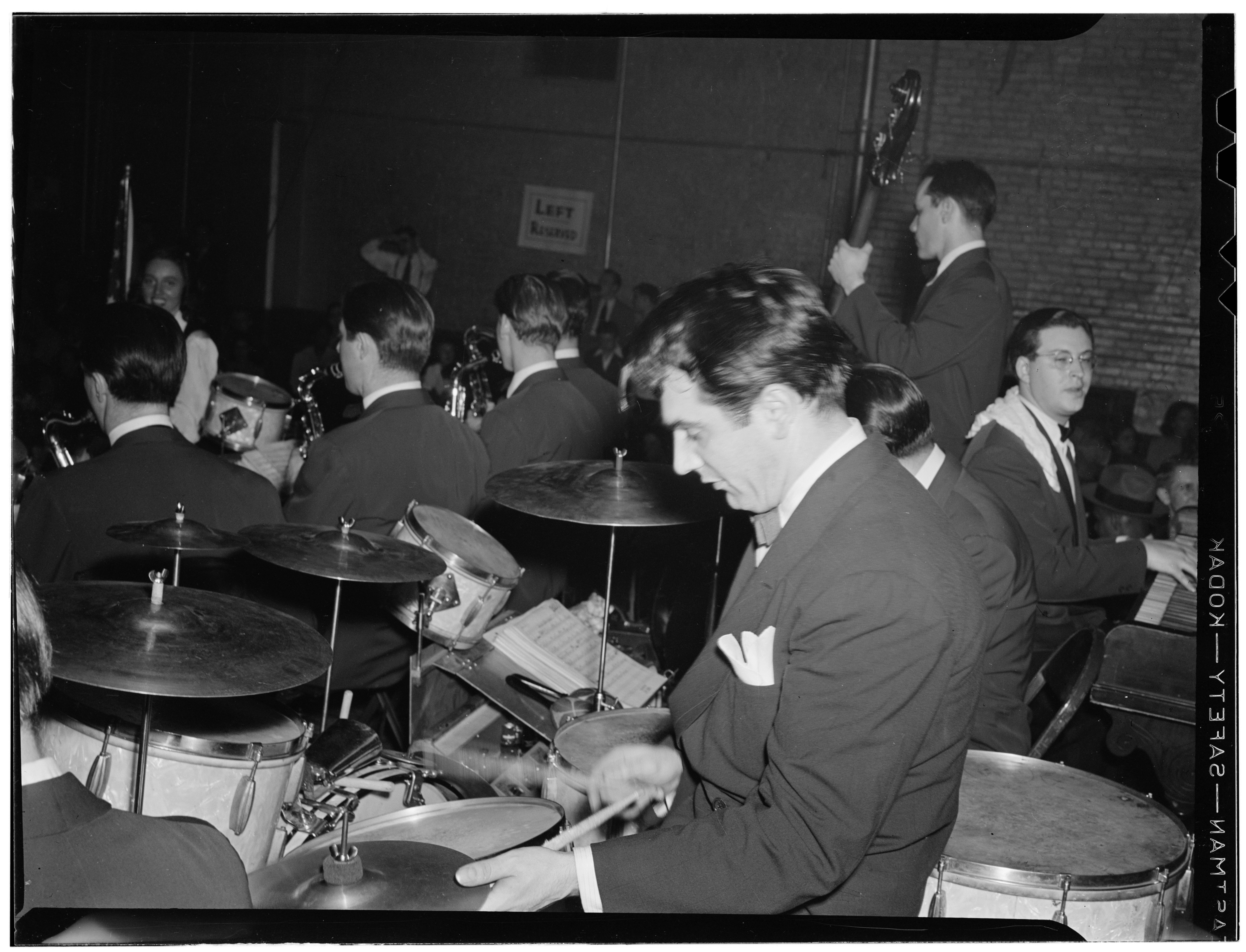
Gene Krupa, Washington, D.C., zwischen 1938 und 1948. Foto: William P. Gottlieb.

Gene Krupa and His Orchestra, auch Gene Krupa, His Drums & His Orchestra oder kurz Gene Krupa Orchestra war eine Bigband, die von dem Schlagzeuger Gene Krupa geleitet wurde und von Ende 1938 bis Anfang 1943 und von Mitte 1944 bis 1951 bestand.
Zwischen 1941 und 1943 feierte die Band mit dem Eintritt des Trompeters Roy Eldridge und der Sängerin Anita O’Day mit Pop- und Swingnummern ihre größten Erfolge.  In seinem Solos, die Eldridge in den hohen Registern spielte, etwa „in der lyrischen Verarbeitung“ von „Rockin’ Chair“ klangen erste Spuren des kommenden Bebop auf. „O’Day hingegen beeindruckte durch ihr Talent für Scatgesang mit einer hippen, verhaltenen Phrasierung auch des schmalzigsten Materials“.

## 1938–1943
Während seiner Zeit als Schlagzeuger bei Benny Goodman nahm Krupa leglich zwei Mal unter eigenem Namen (als Gene Krupa and His Chicagoans im November 1935 für Parlophone und im Februar 1936 als Gene Krupa’s Swing Band) eine Reihe von Titeln mit Solisten wie Chu Berry, Vido Musso, Israel Crosby (für den Krupa „Blues for Israel“ schrieb) und Roy Eldridge auf, darunter auch Vokalnummern mit Helen Ward, Irene Daye und Jerry Kruger. Wenige Monate nach dem spektakulären Carnegie-Hall-Konzert, das im Januar 1938 stattfand, stieg Krupa aus Goodmans Orchester aus und gründete eine eigene Bigband.
Bereits Ende Mai 1938 hatte die neue Band einen Charterfolg (#15) mit der Instrumentalnummer „Grandfather’s Clock“, einer Komposition aus dem Jahre 1876 von Henry Clay Work; Ende Juni kam auch Claude Thornhills Nummer „Fare Thee Well, Annie Laurie“ in die amerikanische Hitparade, mit Jerry Kruger als Bandvokalistin (#18). Einen weiteren Erfolg konnte Krupa mit der Instrumentalnummer „Ta-Ra-Ra-Boom-Der-E“ landen, die auf Position 15 der US-Charts stieg. Den Song „Ta-Ra-Ra Boom-De-Ay (1891)“ hatte Henry J. Sayers 1891 geschrieben und dabei Elemente deutscher Volkslieder verarbeitet; die Britin Lottie Collins hatte ihn 1891 in ihren Shows im New Yorker Koster & Bial’s Theatre bekannt gemacht.

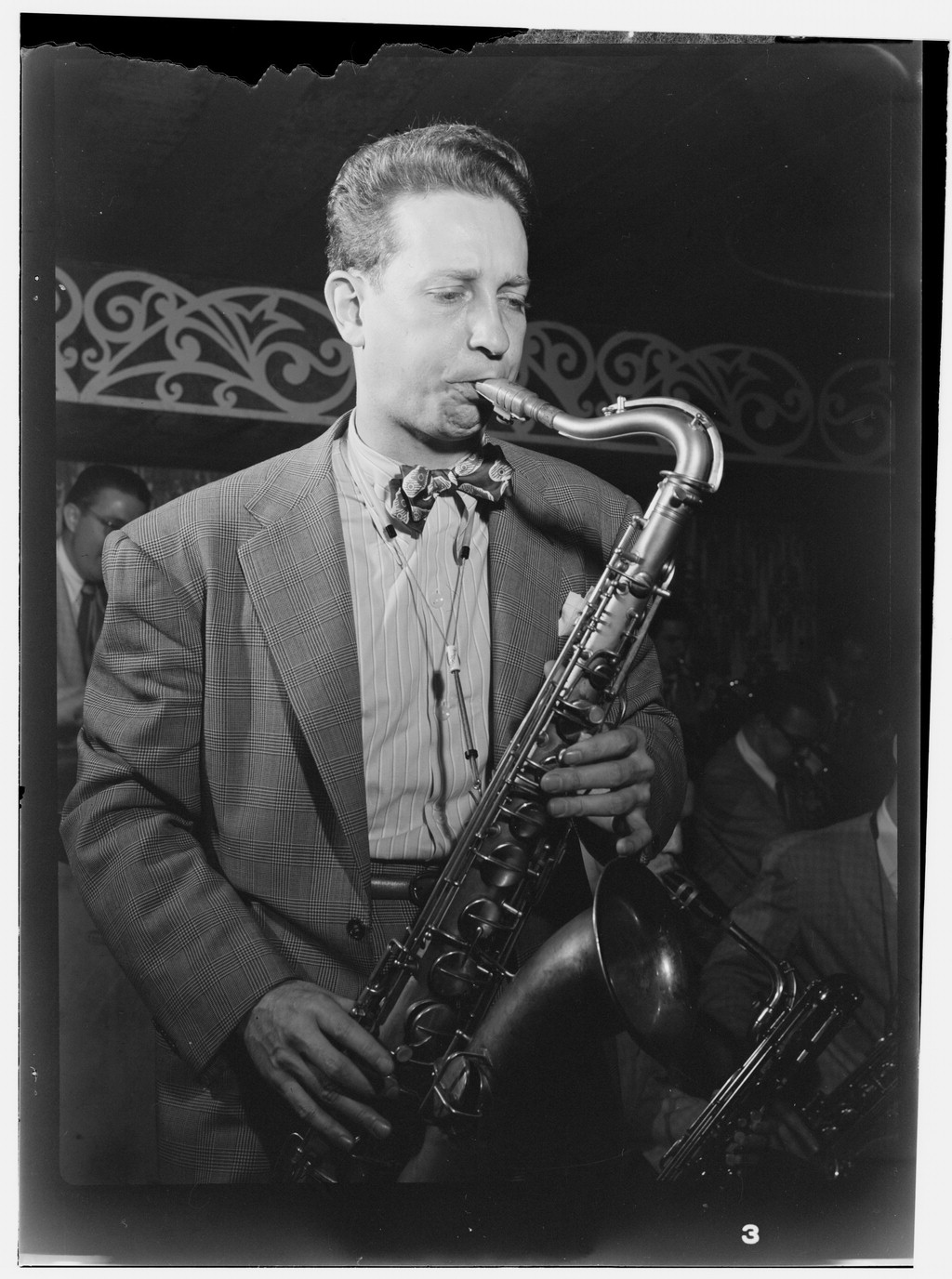
Sam Donahue, Auftritt im New Yorker Jazzclub Aquarium, ca. Dezember 1946.
Fotografie von William P. Gottlieb.

Seit November 1938 hatte Krupa seine Arrangements deutlich dem Sound des Benny Goodman Orchestra angepasst. Krupas Orchester nahm 1939/40 für Brunswick Records eine Reihe von Titeln auf; neben den beiden Bandvokalistinnen Irene Daye, Jerry Kruger sowie dem Bandleader am Schlagzeug traten die Trompeter Nate Kazebier, Shorty Sherock und Corky Cornelius, der Posaunist Floyd O’Brien, der Tenorsaxophonist Sam Donahue, der von Artie Shaw beeinflusste Klarinettist Sam Musiker und der Pianist Milt Raskin solistisch in Erscheinung, vor allem in Instrumental-Nummern wie George Olsens „The Madam Swings It“, Duke Ellingtons „Hodge Podge“, „My Old Kentucky Home“, „On the Beam“, „Symphony in Riffs“, „Three Little Words“, in „Drummin’ Man“ sowie der zweiteiligen, siebenminütige „Blue Rhythm Fantasy“, „The Rumba Jumps“ und „Boog It“.
Im Mai 1940 hatte Krupas Bigband mit „Boog It“ einen weiteren Charterfolg; die Cab-Calloway-Nummer stieg auf #13 der Hitparade, was ihnen erneut im September mit Teddy Hills „Blue Rhythm Fantasy I&II“ (#26), im November mit der Hollaender/Loesser-Nummer „Moon over Burma“ (#14), „Drummer Boy“ (#24) und im Dezember mit dem Filmsong „Down Argentine Way“ (Gordon/Warren, #23) gelang. In der zweiten Jahreshälfte von 1940 war neben Irene Daye (etwa in „The Sergeant Was Shy“ oder „Washington and Lee Swing“) Howard Dulany Bandvokalist bei Krupa, vorwiegend Balladen beisteuerte; ferner sangen Daye und Dulany im Duo „You Forgot About Me“. Später waren auch Johnny Desmond, Buddy Hughues und Dave Lambert als Sänger bei Krupa.
Anfang 1941 hatte Krupas Bigband in den USA weitere Charterfolge mit „High on the Windy Mill“ (#2, mit Howard Dulany), „Tonight (Perfidia)“ (#15), „It Comes Back to Me Now“ (#2), „Drum Boogie“ (#26), „There’ll Be Some Changes Made“ (#12, alle mit Irene Daye) und im Juni 41 mit „The Things I Love“ (#16, mit Dulany).

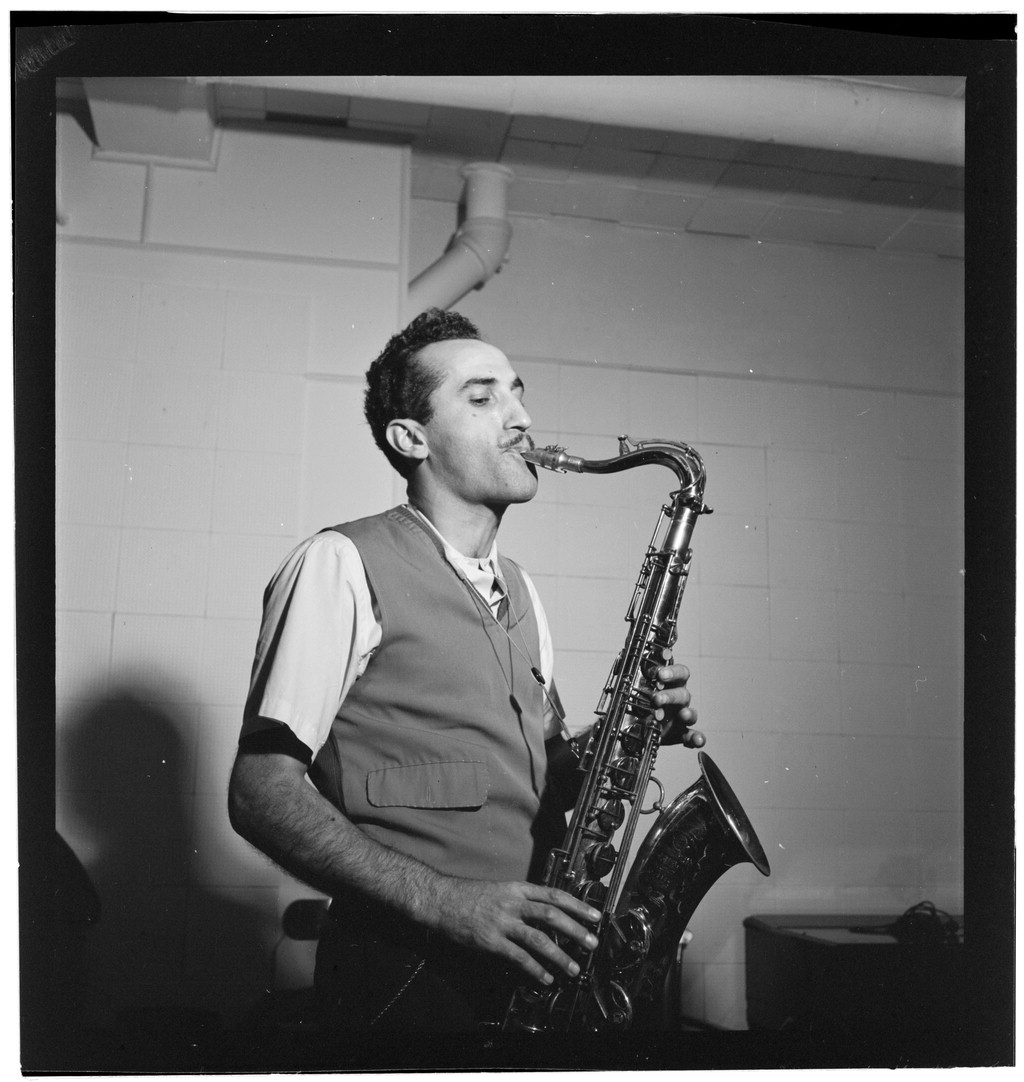
Charlie Ventura, ca. Oktober 1946.
Fotografie von William P. Gottlieb.

1941 löste Anita O’Day Irene Daye als Vokalistin der Bigband ab; mit der neuen Sängerin hatte Krupa erste Hits im Juni ’41 mit „Georgia on My Mind“ (#1), „Let Me Off Uptown“ (#10; die Nummer sang sie im Duett mit Roy Eldridge) und mit „Just a Little Bit South of North Carolina“, der auf #4 der Charts gelangte. Zu hören ist sie auch mit den Titeln „Massachusetts“, Hoagy Carmichaels „Skylark“ und „Murder, He Says“, ein weiterer Bandvokalist war der Trompeter Roy Eldridge („Knock Me a Kiss“), als Solist in der Instrumentalnummer „That Drummer’s Band“ zu hören.
Mit dem Zugang von Anita O’Day und Roy Eldridge stieg die Popularität der Bigband enorm an. Ein weiterer Zugang war der Saxophonist Charlie Ventura. Schon bald transformierte Roy Eldridge das Orchester von einer auf Popmusik ausgerichteten Tanzband mehr auf Jazz-beeinflusste Musik; und Anita O’Day war einfach von allen Sängerinnen, die Krupa hatte, die am meisten swingende. Zu hören ist diese Veränderung in Titeln wie „After You’ve Gone“, „Stop! The Red Light’s On“, „Let Me Off Uptown“, „Thanks for the Boogie Ride“, „Knock Me a Kiss“, „Bop Boogie“ und in dem zu dieser Zeit unveröffentlichten Song „Barrelhouse Bessie from Basin Street“ von 1942.
Anfang 1942 hatte die Bigband, diesmal mit Johnny Desmond noch mittlere Charterfolge mit dem Titelsong aus dem Abbott & Costello-Film Keep ’em Flying (#21) und im Juni, noch kurz vor dem Recording ban, mit „Knock Me a Kiss“ (#24, mit Roy Eldridge, Gesang); die Bigband konnte sich jedoch gegen die populären Swingorchester von Jimmy und Tommy Dorsey, Harry James, Benny Goodman, Woody Herman und vor allem Glenn Miller nicht behaupten. Nach letzten Auftritten Anfang 1943 im Hollywood Palladium in Los Angeles und im Sherman Hotel in Chicago, bei denen Rundfunkmitschnitte entstanden,  löste Krupa die Bigband auf und bildete die kurzlebige Band That Swings With Strings; daneben arbeitete er mit dem Gene Krupa Trio mit Buddy DeFranco und Dodo Marmarosa.

## 1944–1951

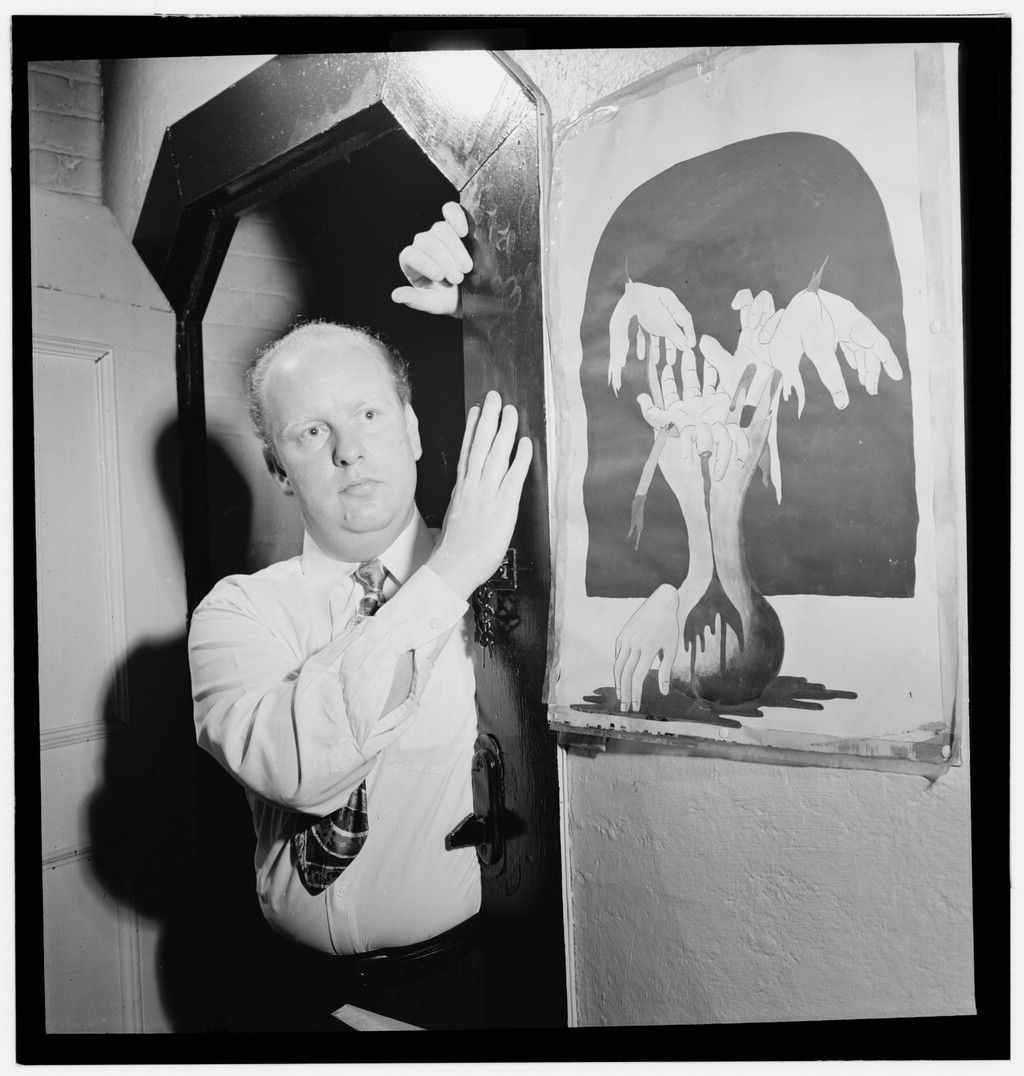
Edwin Finckel, ca. 1946. Foto: Gottlieb

Krupa reaktivierte Mitte 1944 seine Bigband; im August 1944 trat sie im Rundfunksender NBC (AFRS for the Record) auf; um kurz darauf mehrere Plattenseiten für V-Disc einzuspielen („The Very Thought of You“), ab November ’44 wieder für Columbia („I Walked in with My Eyes Wide Open“, mit Buddy Stewart). Mit dabei war auch für kurze Zeit Anita O’Day als Bandsängerin („Chickery Chick“), 1946 wurde sie von Carolyn Grey abgelöst. In der Bigband agierten nun Instrumentalisten wie Al Porcino, Red Rodney, Sam Marowitz, Urbie Green, Charlie Ventura, Teddy Napoleon und der Gitarrist Mike Triscari. Erste Erfolgstitel hatte Krupa – diesmal mit Buddy Stewart als Bandsänger – mit dem Titelsong aus dem Western Along the Navajo Trail von Frank McDonald (#7) und einer Coverversion des Songs „Just a Little Fond Adffection (#20)“ aus dem Musikfilm Swing Parade of 1946, wo ihn Connee Boswell vorgestellt hatte, im Dezember mit dem Schlager „Chickery Chick“ (#10), den Anita O’Day sang.
1946 kam der junge Baritonsaxophonist Gerry Mulligan in die Band, weitere Saxophonisten waren Frank Rosolino, Charlie Kennedy, Don Fagerquist und der früh verstorbene Buddy Wise. Mulligan war auch als Arrangeur tätig und verhalf Krupa mit der Bebop-orientierten Nummer „Disc Jockey Jump“ zu einem kommerziellen Erfolg; weitere Arrangeure dieser Band waren George Williams und Eddie Finckel. Während der junge Gerry Mulligan die mit dem Bebop einhergehenden musikalischen Veränderungen aufgriff, taten sich Williams, Finckel und auch Gene Krupa selbst mit den neuen Spielformen schwer; man versuchte 1947–49 darauf mit Nummern wie „Gene’s Boogie“, „Bop Boogie“ oder „Lemon Drop“ (mit Frank Rosolino als Solist und Don Simpson als Bassist und Arrangeur) mit „einem modellhaften Bigband-Bop“ einzugehen.
Die zweite Auflage des Gene Krupa Orchestra hatte auch Hits mit Titeln wie „Drummin’ Man“, „Drum Boogie“, „Bolero at the Savoy“, „Let Me Off Uptown“ (1941), „Rockin’ Chair“, „After You’ve Gone“, „Leave Us Leap“ (1945), „Body and Soul“ und „Opus #1“. In den frühen 1950er-Jahren entstanden nur noch wenige Aufnahmen der Bigband; die letzte Plattensession fand am 30. Juli 1951 in New York statt.
In späteren Jahren stellte Gene Krupa für Schallplattenaufnahmen Bigband-Formationen zusammen, so 1956 mit Anita O’Day und Roy Eldridge in der von Norman Granz produzierten Verve-Session Drummer Man, in der die drei Musiker ihre Erfolgstitel aus den 1940er-Jahren erneut einspielten, ferner mit Gerry Mulligan für das Album Plays Gerry Mulligan Arrangements (Verve, 1959), mit Hank Jones, Phil Woods und Danny Bank als Solisten sowie im selben Jahr für die Filmbiografie The Gene Krpa Story.

## Filmographische und diskographische Hinweise

### Filmauftritte
Gene Krupa trat mit seinem Orchester in zwei Soundies auf: Let me off uptown und Thanks for the Boogie Ride (beide 1942 mit Anita O’Day und Roy Eldridge). Er war in mehrere "Musical Shorts" mit seinem Orchester zu sehen, u. a.  Follow That Music (1946), Drummer Man (1947), Thrills of Music: Gene Krupa and His Orchestra (1948, mit „Bop Boogie“) und Musikfilmen auf, wie in dem Bob-Hope-Film Some Like It Hot (1939, Regie George Archainbaud), Wirbelwind der Liebe (1941, Regie Howard Hawks), in George White’s Scandals (1945, Regie Felix E. Feist), Beat the Band (1947, Regie John H. Auer), Glamour Girl (Regie Arthur Dreifuss)
und in Smart Politics (1949, Regie Will Jason).

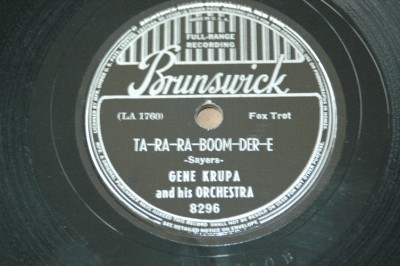
Die 78er Ta-Ra-Ra-Boom-Der-E von 1938, mit der Krupas Bigband im Februar 1939 auf #15 der US-Charts stieg.

### Schellackplatten
Gene Krupa and His Orchestra nahmen ihre ersten Schallplatten (wie Walkin’ and Swingin’/Since My Best Gal Turned Me Down, #8253) für Brunswick Records in New York, ab 1939/40 auch bei Columbia und Okeh Records auf. 1944/45 erschienen noch die 78er Let Me Off Uptown (#197, gekoppelt mit Mexican Hat Dance von Les Brown), Drummer’s Band/Drum Boogie (#279), Jose Gonzalez/Ooh, Hot Dawg (#543) und die Vokalnummer Opus 1 (mit Anita O’Day, #555) bei V-Disc. Auch die Aufnahmen des zweiten Orchesters nach 1945 wurden (neben den Neuauflagen älterer Titel) bei Columbia veröffentlicht, ab 1950 bei RCA Victor.

### Original-Alben
- Drummin’ with Krupa (Columbia, 4 Schellack-Platten, 1946)
- Gene Krupa (Columbia, LP, 1948)
- Gene Krupa Plays "Fats" Waller for Dancing (RCA Victor, 1949)

### Kompilationen
- Gene Krupa & His Orchestra 1935–1938 (Classics)
- Gene Krupa & His Orchestra 1938 (Classics)
- Gene Krupa & His Orchestra 1939 (Classics)
- Gene Krupa & His Orchestra 1939–1940 (Classics)
- Gene Krupa & His Orchestra 1940, Vol. 2 (Classics)
- Gene Krupa & His Orchestra 1940, Vol. 3 (Classics)
- Gene Krupa & His Orchestra 1941 (Classics)
- Dum Boogie (Columbia, rec. 1940–41)
- Roy Eldridge with the Gene Krupa Orchestra featuring Anita O’Day: Uptown (1941–49, Columbia)
- Gene Krupa & His Orchestra 1941–1942 (Classics)
- Gene Krupa & His Orchestra 1942–1945 (Classic)
- Gene Krupa & His Orchestra 1945 (Classics)
- Gene Krupa & His Orchestra 1945–1946 (Classics)
- Gene Krupa & His Orchestra 1946 (Classics)
- Gene Krupa & His Orchestra 1946–1947 (Classics)
- Gene Krupa & His Orchestra 1947–1949 (Classics)
- Gene Krupa & His Orchestra 1949–1951 (Classics)
- The Best of Gene Krupa: Drummin Man (Columbia)